# Ludwig Schuba
Ludwig Schuba (* 8. April 1917 in Neudenau; † 9. September 1992 in Sandhausen) war ein deutscher evangelischer Theologe und Handschriftenbearbeiter.

## Leben und Wirken
Ludwig Schuba studierte evangelische Theologie, unterbrochen vom Kriegsdienst in der Zeit von 1940 bis 1945. Im Jahre 1946 legte er das erste theologische Examen ab, 1952 das zweite. Längere Zeit war er als Pfarrer im Bereich Seelsorge, aber auch im Schuldienst tätig Seit 1952 hatte er einen Lehrauftrag an der Pädagogischen Akademie in Gengenbach, einer Zweigstelle der Pädagogischen Hochschule Karlsruhe. Seit 1966 war Schuba wissenschaftlicher Mitarbeiter der Universitätsbibliothek Heidelberg und war dort, unterstützt von der Deutschen Forschungsgemeinschaft, mit der Erschließung bedeutender Handschriftenbestände der Bibliotheca Palatina beschäftigt.
Im Jahre 1987 verlieh ihm die Neuphilologische Fakultät der Universität Heidelberg die Ehrendoktorwürde.

## Schriften
- Reichenauer Texttradition im Petershausener Sakramentar. In: Bibliothek und Wissenschaft, Bd. 12 (1978), S. 115–140.
- (mit Colette Jeudy): Erhard Knab und die Heidelberger Universität im Spiegel von Handschriften und Akteneinträgen. In: Quellen und Forschungen aus italienischen Archiven und Bibliotheken, Bd. 61 (1981), S. 60–108.

- Die medizinischen Handschriften der Codices Palatini Latini in der Vatikanischen Bibliothek (= Kataloge der Universitätsbibliothek Heidelberg, Bd. 1). Reichert, Wiesbaden 1981, ISBN 978-3-88226-515-6 (618 S.).
- Leben und Denken der Salemer Mönchsgemeinde im Spiegel der liturgischen Handschriften. In: Reinhard Schneider (Hrsg.): Salem. 850 Jahre Reichsabtei und Schloss. Stadler, Konstanz 1984, S. 343–366, ISBN 3-7977-0104-7.
- Die medizinische Fakultät im 15. Jahrhundert. In: Wilhelm Doerr (Hrsg.): Semper apertus. Sechshundert Jahre Ruprecht-Karls-Universität Heidelberg 1386–1986. Bd. 1. Springer, Berlin 1985, S. 162–187, ISBN 3-540-15425-6.
- Fachprosa in medizinischen und naturwissenschaftlichen Handschriften. In: Bibliothek und Wissenschaft, Bd. 22 (1988), S. 133–143.
- (Mitautor): Ute Schwab (Hrsg.): Die Bruchstücke der altsächsischen Genesis und ihrer altenglischen Übertragung (= Litterae, Bd. 29). Kümmerle, Göppingen 1991, ISBN 3-87452-216-4.
- Die Quadriviums-Handschriften der Codices Palatini Latini in der Vatikanischen Bibliothek (= Kataloge der Universitätsbibliothek Heidelberg, Bd. 2). Reichert, Wiesbaden 1992, ISBN 3-88226-515-9.
- Reimbotus de Castro, Leibarzt Kaiser Karls IV. Scholastikus an St. German vor den Toren der Stadt Speyer (Vat. Pal. lat. 1349). In: Miscellanea Bibliothecae Apostolicae Vaticanae, Bd. 5 (1997), S. 287–293.